# Methyldi-ethanolamine
Methyldi-ethanolamine (doorgaans afgekort tot MDEA) is een organische verbinding met als brutoformule C5H13NO2. De stof komt voor als een heldere, kleurloze tot lichtgele vloeistof met een ammoniakgeur, die volledig mengbaar is met water. Het is een tertiair amine en een tweewaardig alcohol.
De naam wordt vaak afgekort tot MDEA. Dit mag men niet verwarren met de synthetische drug MDEA (3,4-methyleendioxy-N-ethylamfetamine).

## Toepassingen
Waterige oplossingen van methyldi-ethanolamine worden, net als die van mono-ethanolamine (MEA) en di-ethanolamine (DEA), gebruikt voor het absorberen van zure componenten, zoals waterstofsulfide of koolstofdioxide, uit gasstromen in olieraffinaderijen en de petrochemische nijverheid. Het wordt aangewend bij de synthese van andere stoffen, onder meer van kationische oppervlakteactieve stoffen. Verder wordt methyldi-ethanolamine verwerkt in alkalische reinigingsmiddelen en desinfecterende middelen, en treedt het op als zuurtegraadregelaar (pH-regelaar).

## Regelgeving
Methyldi-ethanolamine is opgenomen in Lijst 3 bij het Verdrag chemische wapens van 1993 als voorloper. Dit is een stof die bij de productie van een giftige stof kan betrokken zijn. De landen die betrokken zijn bij het verdrag moeten van deze stoffen de geproduceerde, ingevoerde en uitgevoerde hoeveelheden bijhouden en bedrijven die de stoffen in belangrijke hoeveelheden produceren, inspecteren. De stoffen mogen zonder vergunning niet uitgevoerd worden. Naast methyldi-ethanolamine zijn onder andere ook ethyldi-ethanolamine en tri-ethanolamine als voorlopers in die lijst vermeld.

## Toxicologie en veiligheid
Methyldi-ethanolamine is een organische base. De pH van een oplossing van 100 gram methyldi-ethanolamine in water bedraagt 11,5. Ze reageert hevig met sterke zuren en oxiderende stoffen. De dampen van methyldi-ethanolamine zijn zwaarder dan lucht en kunnen explosieve mengsels met lucht vormen. De explosiegrenzen liggen tussen 0,9 en 8,4 volumepercent.
Methyldi-ethanolamine is irriterend voor de ogen en de huid.